# Які Кадафі
Яфе Акієле Фула (англ. Yafeu Akiyele Fula; 9 жовтня 1977, Бронкс — 10 листопада 1996, Орандж) — американський репер, а також засновник і член реп-гуртів «Outlawz» і «Dramacydal». Більш відомий за своєю сценічною назвою Які Кадафі.

## Біографія

### Реп-кар'єра
Починає музичну кар'єру в Нью-Джерсі, читаючи реп у клубах. У той час він став відомий під псевдонімом Young Hollywood.
Які Кадафі познайомився з Тупаком Шакуром через батьків ще в дитинстві. Їх батьки познайомилися в кінці 70-х років на мітингу за права чорношкірих.

### Загибель
Які Кадафі був єдиним свідком вбивства Тупака, здатним впізнати його вбивцю. Але через місяць після вбивства Тупака, 10 листопада 1996 року, тіло Які Кадафі було знайдено на сходовому майданчику третього поверху багатоквартирного будинку по 325 механік-стріт, в Нью-Джерсі. Повідомлялося, що він був в гостях у своєї подруги в Нью-Джерсі, коли в нього влучила куля. Як з'ясувала поліція, Які вбив двоюрідний брат його друга Наполеона, Родді. Він дав свідчення, що будучи напідпитку, на вечірці він тримав у руках рушницю, яке випадково вистрілила в Які. Рана була смертельною.

## Дискографія
2004 — «Son Rize Vol. 1»